# Talmay
Talmay  ist eine französische Gemeinde mit 533 Einwohnern (Stand 1. Januar 2022) im Département Côte-d’Or in der Region Bourgogne-Franche-Comté. Sie gehört zum Arrondissement Dijon und zum Kanton Auxonne.

## Geographie
Die Gemeinde Talmay liegt an der Vingeanne an der Grenze zum Département Haute-Saône, etwa 35 Kilometer östlich von Dijon. Nachbargemeinden von Talmay sind Essertenne-et-Cecey im Norden, Apremont im Nordosten, Germigney im Osten, Heuilley-sur-Saône im Süden, Maxilly-sur-Saône im Südwesten sowie Jancigny und Saint-Sauveur im Westen.

## Bevölkerungsentwicklung
| Jahr                       | 1962 | 1968 | 1975 | 1982 | 1990 | 1999 | 2011 | 2019 |
| Einwohner                  | 594  | 530  | 490  | 471  | 521  | 463  | 560  | 579  |
| Quellen: Cassini und INSEE |      |      |      |      |      |      |      |      |

## Sehenswürdigkeiten
- Schloss Talmay (18. Jahrhundert) mit einem Donjon aus dem 13. Jahrhundert, Monument historique